# Miraitowa y Someity
Miraitowa (ミライトワ miraitowa?) y Someity (ソメイティ someiti?)  fueron las mascotas oficiales de los Juegos Olímpicos y Paralímpicos de Tokio 2020. Diseñadas por el artista japonés Ryo Taniguchi.

## Historia
Las mascotas fueron seleccionadas en un proceso de competencia que tuvo lugar a finales de 2017 y principios de 2018. Más de 100 diseños de candidatos fueron presentados al Comité Organizador de Tokio 2020, que seleccionó tres pares de diseños de mascotas sin nombre para presentar a los estudiantes japoneses de la escuela primaria para la decisión final. Los resultados de la selección se anunciaron el 28 de febrero de 2018, y las mascotas fueron nombradas el 22 de julio de 2018. Se espera que las mascotas ayuden a financiar los Juegos de Tokio a través de acuerdos de comercialización y licencias, aparte del rumor de un posible videojuego propio exclusivo para Nintendo Switch. La reacción del público a la selección de las mascotas se ha descrito como «mixta» a «generalmente positiva».

## Personajes

### Miraitowa
Miraitowa lleva el nombre de las palabras japonesas para «futuro» y «eternidad». Con personalidad muy atlética, su habilidad especial es la de desplazarse a cualquier lugar casi de forma instantánea

### Someity
Someity lleva el nombre de someiyoshino, un tipo de flor de cerezo. El nombre de Someity también hace referencia a la frase en inglés «tan poderoso». Siempre está muy relajada, y su poder es el de comunicarse con cualquier elemento de la naturaleza y mover cosas solo con mirarlas